# Керштанувко
Керштанувко (пол. Kiersztanówko, нім. Klein Kirsteindorf) — село в Польщі, у гміні Ґрунвальд Острудського повіту Вармінсько-Мазурського воєводства.
Населення — 263 особи (2011).

## Демографія
Демографічна структура станом на 31 березня 2011 року:
|          | Загалом | Допрацездатний вік | Працездатний вік | Постпрацездатний вік |
| -------- | ------- | ------------------ | ---------------- | -------------------- |
| Чоловіки | 125     | 39                 | 77               | 9                    |
| Жінки    | 138     | 43                 | 74               | 21                   |
| Разом    | 263     | 82                 | 151              | 30                   |